# Vigonovo
Vigonovo és un municipi italià, dins de la ciutat metropolitana de Venècia. L'any 2007 tenia 9.567 habitants. Limita amb els municipis de Fossò, Noventa Padovana (PD), Pàdua (PD), Sant'Angelo di Piove di Sacco (PD), Saonara (PD) i Stra.

## AdminiVigonovoció
| Període | Identitat        | Partit                |
| ------- | ---------------- | --------------------- |
| 2006-   | Leonardo Galenda | Poble de la Llibertat |